# Каприз (мультфільм)
«Каприз» — анімаційний фільм 2005 року студії Укранімафільм, спільно з Вірменфільм, режисер — Манук Депоян.

## Сюжет
Історія про маленького хлопчика, який не хотів йти у дитячий садочок.